# Tim Powers
Timothy Thomas "Tim" Powers (Buffalo, New York, 1952. február 29. –) amerikai sci-fi- és fantasy-szerző. Kétszer nyerte el a World Fantasy díjat sikeres regényeiért, a Last Call-ért és a Declareért. 1988-as regénye, az Ismeretlen vizeken szolgált alapjául a Monkey Island című videójáték-sorozatnak, és A Karib-tenger kalózai: Ismeretlen vizeken című filmnek, mely már többé-kevésbé a megnevezett regényen alapszik.
Powers regényeinek legnagyobb része a történelem nagy eseményeinek és korszakainak átértelmezésén alapszik. Hiteles, rögzített történelmi tényeket mutat be regényeiben, új szemszögből bemutatva. Gyakran felbukkan még történeteiben az okkultizmus és a természetfeletti.

## Tanulmányai és munkássága
A Cal State Fullertonon angol irodalmat hallgatott. James Blaylockkal és K. W. Jeterrel is ekkor ismerkedett meg, és a szerzőtrió a tanulmányaik elvégzése után is jóban maradt. Mindhárman jó barátai voltak Philip K. Dicknek, aki nagy hatással volt rájuk. Powers szolgált alapjául Dick „David” nevű szereplőjének, mikor utóbbi megírta VALIS című regényét. Dick Álmodnak-e az androidok elektronikus bárányokkal? című regényét neki és feleségének, Serena Powersnek ajánlotta. Blaylock, Jeter és Powers voltak az első, magukat kimondottan steampunknak nevező szerzők.
Powers első, ismertebb regénye a The Drawing of the Dark (1979) volt, de a valódi világsikert az Anubisz kapui hozta meg neki, ami elnyerte a Philip K. Dick-díjat, valamint sok nyelven megjelent, köztük magyarul is. Powers részmunkaidőben tanít írást a Residence for the Orange County High School of the Arts-on, ahol Blaylock vezeti a kreatív írás szakot, és a Chapman Egyetemen, ahol Blaylock tanít. Powers és a felesége Kaliforniában élnek, Muscoyban. A Clarion science fiction/fantasy írók műhelyének mentora.

## Bibliográfia

### Regények
- The Skies Discrowned (1976)
- An Epitaph in Rust (1976)
- The Drawing of the Dark (1979)
- The Anubis Gates (1983, Anubisz kapui) : Philip K. Dick-díj nyertes, 1983;[2] Locus Fantasy Award nominee, 1984;[3] BSFA nominee, 1985 [4]
- Dinner at Deviant's Palace (1985): Philip K. Dick-díj nyertes és Nebula-díjra jelölt, 1985[4]
- On Stranger Tides (1987, Ismeretlen vizeken): Locus Fantasy és World Fantasy-díjra jelölt, 1988 [5]
- The Stress of Her Regard (1989): Locus Fantasy és World Fantasy-díjra jelölt, 1990 [6] and winner of the 1990 Mythopoeic Fantasy Award.
- Fault Lines-sorozat

Last Call (1992)Locus Fantasy és World Fantasy-díj nyertes, 1993 
Expiration Date (1995)World Fantasy-díj jelölt, 1996; 1996 Nebula Award nominee
Earthquake Weather (1997)BSFA-díj jelölés, 1997; Locus Fantasy Award winner, 1998 
- Declare (2001) : World Fantasy-díj nyertes és Locus Fantasy-díj jelölt, 2001;[11] 2001 Nebula Award nominee,[11]
- Powers of Two (2004)
- Three Days to Never (2006) : Locus Fantasy-díj jelölt, 2007[12]

- Hide Me Among the Graves (2012):[13]

### Novelláskötetek
- Night Moves and Other Stories (2000)
- On Pirates (William Ashbless álnéven; James Blaylockkal közösen) (2001)
- The Devils in the Details (James Blaylockkal közösen) (2003)
- Strange Itineraries: (2005)
- The Bible Repairman and Other Stories: (2011)

### Egyéb
- The Complete Twelve Hours of the Night (1986)
- A Short Poem by William Ashbless (1987)
- The William Ashbless Memorial Cookbook (2002)
- The Bible Repairman (2005)
- Nine Sonnets by Francis Thomas Marrity (2006)
- A Soul in a Bottle (2007)
- Three sonnets by Cheyenne Fleming (2007)
- Salvage and Demolition (2013)[14][15] Published by Subterranean Press

## Magyarul
- Ismeretlen vizeken; ford. Juhász Viktor; Valhalla Páholy, Budapest, 2001–2002 (A fantasy nagymesterei)
- Anubisz kapui, 1-2.; ford. Juhász Viktor; Valhalla Páholy, Bp., 2001–2002 (A fantasy nagymesterei)
- Ismeretlen vizeken; ford. Tamás Gábor; Metropolis Media, Bp., 2011